# 大川創太郎
大川 創太郎（おおかわ そうたろう、1991年10月25日 - ）は、日本のラグビー選手。

## プロフィール
- 熊本県熊本市出身。
- ポジションはプロップ(PR)。
- 身長 181cm、体重 107kg
- ニックネームはソルジャー[1]。

## 略歴
中学校からラグビーを始めた。
2010年、真和高校卒業後、筑波大学に入る。
2014年、筑波大学卒業後、リコーブラックラムズ(現・リコーブラックラムズ東京)に加入。同年8月24日に行われたジャパンラグビートップリーグ第1節の神戸製鋼コベルコスティーラーズ戦に先発出場で公式戦初出場を果たす。
2022年、リコーブラックラムズ東京を退団した。
2022年12月に西東京市田無にパーソナルジムBaAを開業した。